# Pévèle
La Pévèle est une région naturelle qui se caractérise par des reliefs doux (avec notamment la colline de Mons-en-Pévèle), développés principalement dans l'argile yprésienne, avec recouvrements lœssiques épars. La Pévèle tirerait son nom du latin pavula qui signifie pâture.
Cette région est arrosée par la Marque, qui la traverse du sud-ouest au nord-est. Son altitude moyenne est de 30 m et le point culminant est la colline qui domine à 107 m, au nord-ouest qui porte son nom. Elle forme le toit des eaux entre la Scarpe au sud et la Lys, par la Marcq, au nord. En 1946, la Pévèle a donné son nom à une région agricole (n° 59/207) entièrement contenue dans le département du Nord.
La Pévèle est connue pour ses paysages vallonnées et son riche patrimoine agricole. Historiquement, c'est une zone de transition entre les territoires flamands et picards.

## Histoire

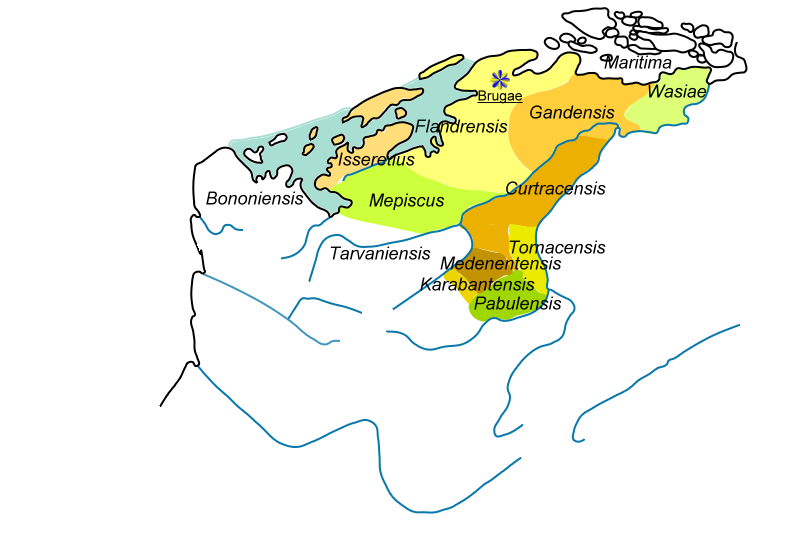
Pagi réunis pour former le marquisat de Flandre.

À l'origine, la Pévèle est un pagus de la civitas des Ménapiens (Pabula). Il était limité par la Marque à l'ouest, la Scarpe au sud, l'Elnon et le pagus Tornacensis à l'est. Les localités citées dans ce pagus sont : Elno (Saint-Amand), Saméon, Beuvry, Marchiennes (toutes quatre furent plus tard annexées à l'Ostrevent), Flines, Espain, Orchies, Landas, Bouvines, Gruson, Cysoing (peut-être anciennement ces trois paroisses appartenaient-elles au Tournaisis), Coutiches, Mons-en-Pévèle, Raismes. La Pévèle était comprise dans le doyenné de Lille.
C'est l'un des quartiers de l'ancienne châtellenie de Lille, au même titre que le Ferrain, le Mélantois, le Carembault et les Weppes.
Cette région fut le théâtre de nombreuses guerres durant le Moyen Âge :
- en 1214, la célèbre bataille de Bouvines opposa le roi de France Philippe Auguste à une coalition de l'Angleterre, de la Flandre révoltée et du Saint Empire Romain Germanique ;
- en 1304, la Bataille de Mons-en-Pévèle, où Philippe IV le Bel triompha des Flamands révoltés.

Hippolyte-Romain Duthillœul, dans « Douai et Lille au XIIIe siècle », publié en 1850, rapporte que Pévèle se prononce pève et que les habitants s'appellent les Pavelains. Néanmoins, aujourd'hui l'adjectif Pévélois semble l'avoir emporté sur Pavelain.

## Le territoire

### Les communes
- Aix-en-Pévèle
- Anhiers
- Attiches
- Auchy-lez-Orchies
- Avelin
- Bachy
- Bersée
- Beuvry-la-Forêt
- Bourghelles
- Bousignies
- Bouvignies
- Bouvines
- Brillon
- Camphin-en-Pévèle
- Cappelle-en-Pévèle
- Chéreng
- Cobrieux
- Coutiches
- Cysoing
- Ennevelin
- Faumont
- Flines-lez-Raches
- Genech
- Gruson
- Landas
- Lecelles
- Louvil
- Marchiennes
- Maulde
- Mérignies
- Millonfosse
- Moncheaux
- Mons-en-Pévèle
- Mouchin
- Nivelle
- Nomain
- Orchies
- Ostricourt
- Pont-à-Marcq
- Râches
- Raimbeaucourt
- Rosult
- Rumegies
- Saint-Amand-les-Eaux
- Saméon
- Sars-et-Rosières
- Templeuve-en-Pévèle
- Thumeries
- Thun-Saint-Amand
- Tilloy-lez-Marchiennes
- Tourmignies
- Vred
- Wahagnies
- Wannehain
- Warlaing

Le Bulletin de la Société d'Etudes de la Province de Cambrai, tome 6 année 1904, page 183 de l'article La Châtellenie de Lille rédigé par le chanoine Théodore Leuridan donne ceci qui est tout autre :
La Pévèle, le pagus Pabulensis, Pabula, dont la tête était Orchies, s'étendait originairement jusqu'à la Scarpe, qui le séparait de l'Ostrevant, et jusque St Amand. Orchies devint à son tour le siège de la châtellenie. Le quartier qui représente la Pévele dans l'arrondissement de Lille, avait pour limites au nord le Ferrain, à l'est le Tournaisis, au midi l’arrondissement de Douai, à l'ouest la Marque, qui le sépare du Mélantois et du Carembaut. On y compte 25 communautés. Cysoing en était le chef-lieu :
1. Attiches 2. Bachy 3. Bersée 4. Bourghelles 5. Bouvines 6. Camphin-en-Pévele 7 Cappelle 8. Chéreng 9. Cobrieux 10. Cysoing 11. Ennevelin 12. Genech 13. Gruson 14. Louvil 15. Mérignies 16. Moncheaux...17. Mons-en-Pévele 18. Mouchin 19. Ostricourt 20. Pont-à-Marcq 21. Templeuve 22. Thumeries 23 Tourmignies 24. Wahagnies 25 Wannehain 
Le pays est foncièrement rural mais ouvert aux nouveautés et aux techniques de pointe. On y trouve en quantité du maïs, des pommes de terre, des fraises, des endives ou encore des betteraves à sucre. Les céréales sont cultivées, en particulier pour l’alimentation du bétail et l’orge de brasserie. En Pévèle, on retrouve aussi de nombreuses industries familiales comme la dynastie Béghin à Thumeries (sucre), les Leroux à Orchies (chicorée), les Desprez à Bersée et Cappelle (semences).

### Le terroir

#### L'agriculture
Si la région Nord-Pas-de-Calais est connue pour être l’une des régions les plus industrielles de France, elle est moins connue pour en être également l’une des plus agricoles. En effet, le Nord-Pas-de-Calais est situé au 4e rang national, quant à la Métropole Lilloise, elle est l’agglomération la plus agricole de France. La Pévèle fait partie des fleurons de l’agriculture de l’arrondissement.

#### Produits locaux
Cette région fut le berceau du « chicon » (mot désignant l'endive) en France, introduit depuis la Belgique toute proche. L’endive continue de se cultiver en Pévèle avec des méthodes qui ont considérablement évolué, passant de la culture traditionnelle à la production automatisée en salles de forçage. La chicorée (cousine de l’endive) est également l’une des productions phares du territoire, comme l'usine Leroux à Orchies. Pour élargir leurs débouchés et développer une alternative aux productions plus traditionnelles, certains agriculteurs se sont diversifiés dans les cultures maraîchères, notamment la production de fraises. L’élevage laitier, jadis florissant en Pévèle, est aujourd’hui en forte régression. Les débouchés de ces productions locales sont assurés, soit par la vente directe qui se développe fortement sur le territoire, soit par des coopératives agricoles qui fonctionnent comme des grossistes (stockage, conditionnement des productions et revente), tel le marché de Phalempin (spécialisé notamment dans l’endive).

### La Marque
À une altitude de 50 mètres, sur la commune de Mons-en-Pévèle, prend sa source une rivière : la Marque. Serpentant au cœur du territoire, elle fait l’objet de beaucoup d’attentions. En effet, s’il fait bon se promener le long de ses rives, la Marque peut parfois se révéler redoutable en cas de fortes pluies. De sa source, la Marque parcourt 31 km en secteur rural.
Sur le territoire, la rivière traverse les communes de Tourmignies, Mérignies, Avelin, Ennevelin, Templeuve, Louvil et Cysoing. Arrivée à l’altitude de 20 mètres, au port du dragon, à Wasquehal, elle est canalisée sur 6 km avant de se jeter dans la Deûle, à Marquette. En plus des eaux qui ruissellent sur les pentes de Mons-en-Pévèle, la Marque est alimentée par une multitude d’affluents (ruisseaux et courants), voire par de simples fossés surcreusés artificiellement. La rivière s’étend sur un secteur assez plat, avec une pente moyenne d'un mètre pour 1 km de parcours, ce qui explique la présence de marais et de zones humides, particulièrement entre Ennevelin et Bouvines.

## Culture et patrimoine

### Publications
Depuis 1972, la Société historique du Pays de Pévèle publie une revue semestrielle intitulée Pays de Pévèle. Elle édite d'autre part des ouvrages sur le patrimoine historique, culturel et naturel de la région.

### Monuments remarquables
La Pévèle recèle de nombreux monuments remarquables. Certains bénéficient d'un classement ou d'une protection particulière au titre des Monuments Historiques.
- La Pyramide de Fontenoy à Cysoing, classée en 1840.
- L'église Saint Pierre à Tourmignies, classée en 1920.
- La Tour de l'église à Bersée, classée en 1968.
- Le Moulin de Vertain à Templeuve, classé en 1978.
- Le Pas Roland à Mons-en-Pévèle, classé en 1984.
- La mairie à Templeuve, classée en 2002.
- La Tour abbatiale de Saint-Amand-Les-Eaux, classée en 1848.

### Les Géants
Tradition bien ancrée en Flandre, les Géants existent aussi dans la Pévèle. En effet, les communes d'Attiches, Bachy, Cappelle en Pévèle, Cysoing, Moncheaux, Mouchin et Wannehain comptent 13 Géants.
Les histoires et légendes de géants pullulent, comme celles d'Eleyne et Gauthier d'Attiches, d'Antoine de Baissy de Bachy, d'Hippolyte-Hyacinthe de Mouchin, d'Habert de Cappelle-en-Pévèle, Ennevelin et Templeuve, d'Hellin II et Pétronille, de Bacchus et Mouquil' de Cysoing et de Gérard et Gilette de Wannehain. Un autre géant, plus particulier celui-ci – c'est un poireau géant –, appartient à la commune de Moncheaux. Le dernier géant en date, baptisé à Cappelle-en-Pévèle en juin 2008, se nomme Eoline.